# Skive Avis
Skive Avis var en dansk konservativ avis, der udkom fra 10. maj 1858 og til 31. december 1962.
Siden 1962 er Socialdemokratiets og Venstres (Skive Venstreblad) aviser i byen også blevet nedlagt. Nu er det radikale Skive Folkeblad den eneste avis, der dækker Skive, Salling, Fjends og Ginding Herreder.

## Aflægger af Viborg Stiftstidende
Gennem mange år udkom Skive Avis som en aflægger af Viborg Stiftstidende.
| Anime eller manga | Spire Denne artikel om medie og kommunikation er en spire som bør udbygges. Du er velkommen til at hjælpe Wikipedia ved at udvide den. |